# جوزيف بابينسكي

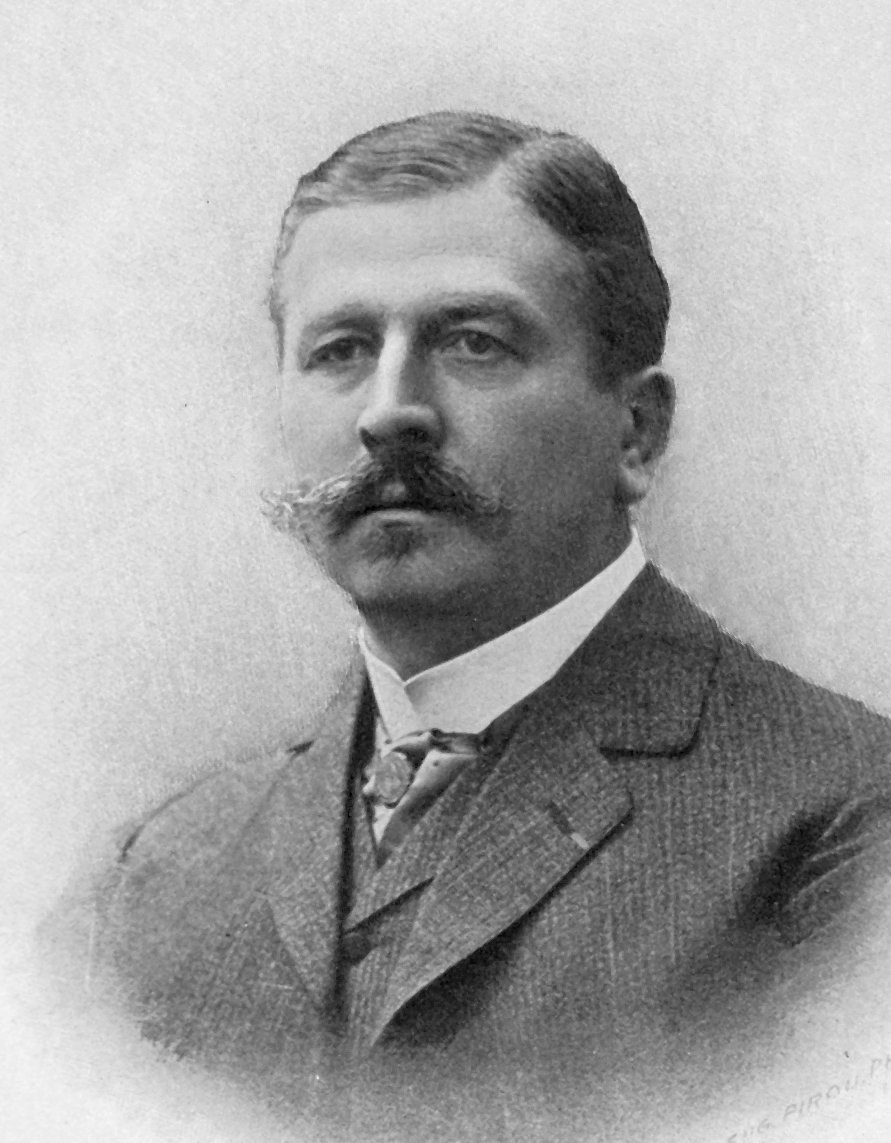

جوزيف جول فرانسوا فيليكس بابينسكي, (بالبولندية: Józef Julian Franciszek Feliks Babiński)‏ (نوفمبر 1857 -تشرين الأول 29 1932) طبيب أمراض عصبية فرنسي.

تلقى بابينسكي شهادة الطب من جامعة باريس في عام 1884.
وكان أحد الطلاب لجان مارتن شاركو مؤسس علم الاعصاب
لديه دراسات تشريحية والسريرية واطروحة لمرض التصلب المتعدد.
و سميت متلامة بابينسكي نسبة له
و كان أيضا يقوم بدراسات على 'الهستيريا' ، ووضع معايير للتمايز في التشخيص.

## متلازمة بابينسكي
في 1896 قدم في اجتماع الجمعية الفرنسية دي البيولوجيا تقريرا عن الظاهرة المدروسة من قبله، ودعاها (ظاهرة حركة أصابع القدم). في بضعة أسطر وصف ظاهرة منعكس اليوم تعرف باسم منعكس بابينسكي أو متلازمة بابينسكي.

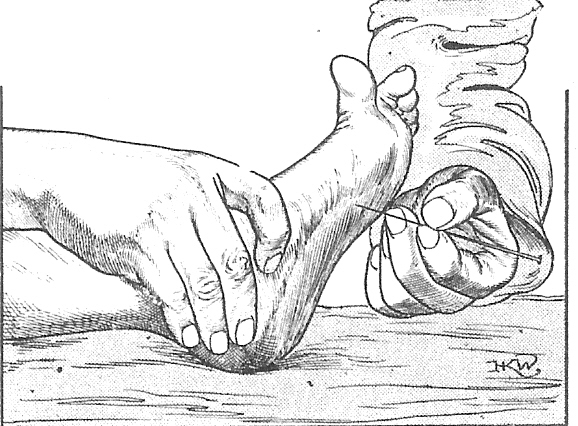

## مسيرته
تولى منصب أستاذ علم الأعصاب في جامعة باريس.وفي 1895 أصبح مسؤول في ' مشفى اسبيدال ديلا بيات' في باريس، حيث كان يعمل فيه حتى تقاعده في عام1922 .
السنوات الأخيرة من حياته كان يعاني من مرض باركنسون (الرعاش) ، لكنه عاش فترة طويلة بما يكفي لرؤية إنجازاته في علم الأعصاب الفرنسية المعترف بها دوليا.و تم تكريمه من قبل الجمعية الأمريكية لطب الجهاز العصبي، وتكريمه من قبل جامعة فيلنيوس في بولندا والعديد من الجمعيات الأجنبية الأخرى.

## وصلات خارجية
- جوزيف بابينسكي على موقع إن إن دي بي (الإنجليزية)